# Ctenomys perrensi
Туко-туко Гойї (Ctenomys perrensi) — вид гризунів родини тукотукових, що зустрічається на північному сході Аргентини, в провінції Коррієнтес і зокрема в депертаменті Гойя. Живе на піщаних ґрунтах.

## Загрози й охорона
Відомих загроз для виду немає і заходи задля охорони виду не вживаються.